# 12775 Brackett
12775 Brackett è un asteroide della fascia principale. Scoperto nel 1994, presenta un'orbita caratterizzata da un semiasse maggiore pari a 2,6482774 UA e da un'eccentricità di 0,2413443, inclinata di 3,73247° rispetto all'eclittica.
È dedicato al fisico Frederick Sumner Brackett.